# 個人情報保護委員会
個人情報保護委員会（こじんじょうほうほごいいんかい、英語: Personal Information Protection Commission、略称：PPC）は、日本の行政機関のひとつ。個人情報の有用性に配慮しつつ個人の権利利益を保護するために個人情報の適正な取扱いの確保を図ることを任務とする行政委員会である。
内閣府設置法第49条第3項及び個人情報の保護に関する法律（個人情報保護法）第130条第1項に基づき、内閣府の外局として、2016年（平成28年）1月1日に設置された。内閣総理大臣の所轄に属する。
前身は、行政手続における特定の個人を識別するための番号の利用等に関する法律（番号法）に基づき、2014年（平成26年）1月1日に設置された特定個人情報保護委員会。

## 沿革
- 2014年（平成26年）1月1日 - 内閣府の外局として「特定個人情報保護委員会」設置。
- 2016年（平成28年）1月1日 - 「個人情報保護委員会」に改組[3]。

## 内部組織
委員会及び事務局の組織は、法律の個人情報保護法、政令の個人情報保護委員会事務局組織令、内閣府令の個人情報保護委員会事務局組織規則が階層的に規定している。

### 個人情報保護委員会
- 委員長（両議院の同意を得て内閣総理大臣が任命。給与は大臣政務官と同等。）
- 委員（8人。うち4人は非常勤。いずれも両議院の同意を得て内閣総理大臣が任命。常勤の委員の給与は指定職6号俸（外局長官級）と同等。）

### 事務局
- 事務局長
- 次長
- 審議官（2人）
- 政策立案参事官
- 公文書監理官（充て職）
- 総務課
  - 企画官（2人）
  - 調査官
- 参事官（4人）
  - 企画官（8人）

## 委員長及び委員
- 委員会は、委員長及び委員8人（委員のうち4人は非常勤）で構成され、任期は5年で再任が可能である
- 委員長及び委員は、衆・参両議院の同意を得て、内閣総理大臣が任命する
- 委員長及び委員には、個人情報の保護及び適正かつ効果的な活用に関する学識経験のある者、消費者の保護に関して十分な知識と経験を有する者、情報処理技術に関する学識経験のある者、特定個人情報が利用される行政分野に関する学識経験のある者、民間企業の実務に関して十分な知識と経験を有する者並びに地方六団体の推薦する者が含まれるものとする

### 歴代委員長
| 代 | 氏名       | 在任期間                                               | 備考                 |
| -- | ---------- | ------------------------------------------------------ | -------------------- |
| 1  | 堀部政男   | 2014年（平成26年）1月1日 - 2018年 (平成30年) 12月31日  | 一橋大学名誉教授     |
| 2  | 嶋田実名子 | 2019年（平成31年）1月1日 - 2019年 (令和元年) 9月30日   | 元花王理事           |
| 3  | 丹野美絵子 | 2019年 (令和元年) 11月29日 - 2023年 (令和5年) 12月31日 | 国民生活センター理事 |
| 4  | 藤原靜雄   | 2024年（令和6年）1月1日 -                              | 中央大学名誉教授     |

### 歴代委員
| 特定個人情報保護委員会委員（マイナンバー法） | 特定個人情報保護委員会委員（マイナンバー法） | 特定個人情報保護委員会委員（マイナンバー法） | 特定個人情報保護委員会委員（マイナンバー法） | 特定個人情報保護委員会委員（マイナンバー法） | 特定個人情報保護委員会委員（マイナンバー法） | 特定個人情報保護委員会委員（マイナンバー法） | 特定個人情報保護委員会委員（マイナンバー法） | 特定個人情報保護委員会委員（マイナンバー法） |
| 任命年月日等                                 | 氏名                                         | 氏名                                         | 氏名                                         | 氏名                                         | 氏名                                         | 氏名                                         | 氏名                                         | 氏名                                         |
| -------------------------------------------- | -------------------------------------------- | -------------------------------------------- | -------------------------------------------- | -------------------------------------------- | -------------------------------------------- | -------------------------------------------- | -------------------------------------------- | -------------------------------------------- |
| 2014年（平成26年）1月1日                     | 阿部孝夫 （常勤）                            | -                                            | -                                            | -                                            | 手塚悟 （非常勤）                            | -                                            | -                                            | -                                            |
| 2015年（平成27年）1月1日                     | 阿部孝夫 （常勤）                            | 嶋田実名子 （常勤）                          | -                                            | -                                            | 手塚悟 （非常勤）                            | 山地昇 （非常勤）                            | -                                            | -                                            |
| 個人情報保護委員会委員（個人情報保護法）     |                                              |                                              |                                              |                                              |                                              |                                              |                                              |                                              |
| 2016年（平成28年）1月1日                     | 阿部孝夫 （常勤）                            | 嶋田実名子 （常勤）                          | -                                            | -                                            | 手塚悟 （非常勤）                            | 加藤久和 （非常勤）                          | -                                            | -                                            |
| 2016年（平成28年）2月1日                     | 阿部孝夫 （常勤）                            | 嶋田実名子 （常勤）                          | 熊澤春陽 （常勤）                            | 丹野美絵子 （常勤）                          | 手塚悟 （非常勤）                            | 加藤久和 （非常勤）                          | 大滝精一 （非常勤）                          | 宮井真千子 （非常勤）                        |
| 2019年（平成31年）1月1日                     | 小川克彦 （常勤）                            | 中村玲子 （常勤）                            | 熊澤春陽 （常勤）                            | 丹野美絵子 （常勤）                          | 藤原静雄 （非常勤）                          | 加藤久和 （非常勤）                          | 大滝精一 （非常勤）                          | 宮井真千子 （非常勤）                        |
| 2019年（令和元年）11月29日                   | 小川克彦 （常勤）                            | 中村玲子 （常勤）                            | 熊澤春陽 （常勤）                            | 大島周平 （常勤）                            | 藤原静雄 （非常勤）                          | 加藤久和 （非常勤）                          | 大滝精一 （非常勤）                          | 宮井真千子 （非常勤）                        |
| 2021年（令和3年）2月1日                      | 小川克彦 （常勤）                            | 中村玲子 （常勤）                            | 浅井祐二 （常勤）                            | 大島周平 （常勤）                            | 藤原静雄 （非常勤）                          | 加藤久和 （非常勤）                          | 髙村 浩 （非常勤）                           | 梶田恵美子 （非常勤）                        |
| 2024年（令和6年）1月1日                      | 小川克彦 （常勤）                            | 中村玲子 （常勤）                            | 浅井祐二 （常勤）                            | 大島周平 （常勤）                            | 小笠原奈菜 （非常勤）                        | 加藤久和 （非常勤）                          | 髙村 浩 （非常勤）                           | 梶田恵美子 （非常勤）                        |

## 所管法人・財政・職員
内閣府の該当の項を参照

## 事務局の幹部
事務局の幹部（指定職以上）は以下のとおりである。
- 事務局長：佐脇紀代志
- 次長：西中隆
- 審議官：小川久仁子
- 審議官：大槻大輔

## コラボレーション
- 2024年3月4日、「STOP！名簿流出」の啓発のため、TVアニメ「進撃の巨人」とコラボレーション[10]。

## 不祥事
個人情報漏洩
2022年1月18日、本委員会は、本委員会が募集したパブリックコメントに意見を寄せた12名分の個人情報がサイトを通じて漏洩したと発表し、謝罪した。